# 阿姆巴加尔赫乔沃基
阿姆巴加尔赫乔沃基（Ambagarh Chowki），是印度恰蒂斯加尔邦Rajnandgaon县的一个城镇。总人口8494（2001年）。

## 人口
该地2001年总人口8494人，其中男性4171人，女性4323人；0—6岁人口1035人，其中男517人，女518人；识字率78.82%，其中男性为82.83%，女性为74.95%。